# Euphorbia potosina
Euphorbia potosina är en törelväxtart som beskrevs av Merritt Lyndon Fernald. Euphorbia potosina ingår i släktet törlar, och familjen törelväxter. Inga underarter finns listade i Catalogue of Life.